# 万之瀬川

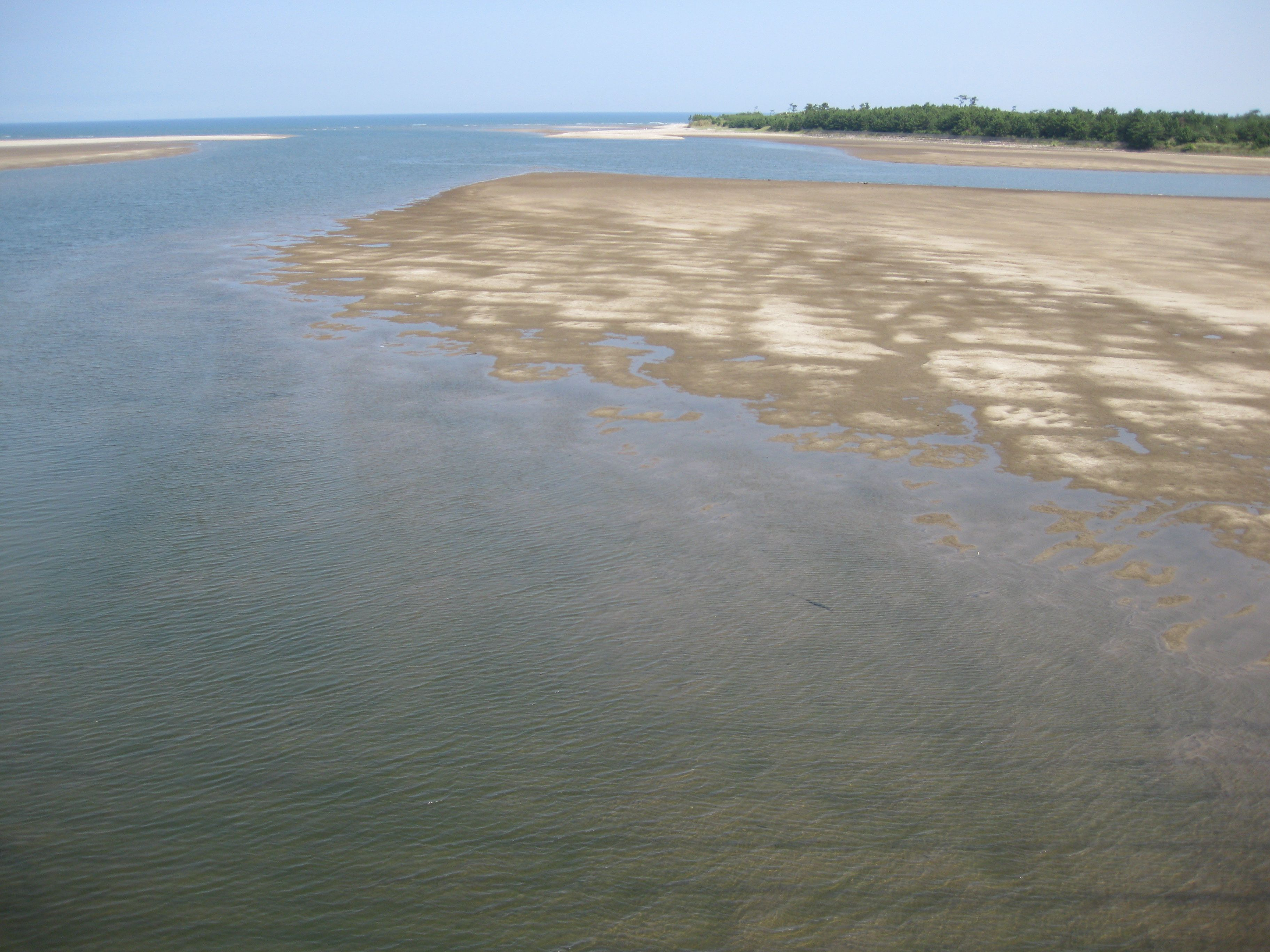
万之瀬川河口

万之瀬川（まのせがわ）は、九州南部の薩摩半島中部を流れる二級水系に指定された川である。

## 地理
鹿児島県鹿児島市下福元町錫山の鬼燈火谷（ふずつがたに）付近に発し、西流して鹿児島市と日置市吹上町湯之浦および鹿児島市と南さつま市金峰町大坂との境界を南流し、南九州市川辺町に入って川辺ダムに至る。南九州市川辺町神殿と川辺町清水との境界付近を南西へ流れ、川辺盆地（川辺平野）に入り左岸から野崎川、右岸から神殿川、左岸から麓川と永里川を合流し、流路を北西に変え南さつま市に入る。河添（こせ）の滝や甌穴群が見られる河添渓谷を経て右岸から長谷川を合流する。加世田平野（南薩平野）に出て南さつま市金峰町と同市加世田との境界を大きく蛇行しながら北西へ流れ左岸から大谷川と加世田川、右岸から堀川を合流し吹上浜の南端部付近で東シナ海に注ぐ。
昭和初期まで中流部は永田川、広瀬川、野間川、上流部は清水川と呼ばれていた。
源流付近は四万十層群からなる揖宿山地、中流部流域はシラス台地あるいはシラス台地が浸食されてできた盆地となっている。河添渓谷は阿多カルデラを起源とする溶結凝灰岩が造り出した地形である。下流部流域の加世田平野は縄文海進の時期に堆積が進んだ沖積平野である。河口付近には干潟が発達しており、ハマボウの群落、ハクセンシオマネキなどの干潟生物やクロツラヘラサギなどの水鳥が多く見られることから、万之瀬川河口域のハマボウ群落及び干潟生物群集として日本国の天然記念物に指定されている。

## 流域の自治体
鹿児島県
鹿児島市、日置市、南さつま市、南九州市

## 水害
下流部の加世田川との合流点付近は低地であり川幅も狭く蛇行しており、堤防の整備もほとんど行われていなかったことからしばしば水害が発生した。1682年（天和2年）、1718年（享保3年）に大きな洪水が発生しており、1802年（享和2年）には川の流路が変わるほどの大洪水に見舞われ、新しい河道は新川と呼ばれるようになった。その後も1847年（弘化4年）、1866年（慶応2年）、1896年（明治29年）、1915年（大正4年）、1928年（昭和3年）および1930年（昭和5年）に大規模な洪水が発生している。
1923年（大正12年）8月30日に発生した洪水を契機に改修工事を求める声が高まり、1925年（大正14年）から1928年にかけて調査が行われ、1932年（昭和7年）に始まった時局匡救事業の一つとして改修工事が行われることになった。同年9月に万瀬川河川改修事務所が設立され、総工費100万円をかけて河道の直線化や橋の建設が進められた。一連の工事は1940年（昭和15年）まで続けられた。
1971年（昭和46年）8月4日に台風19号の大雨で加世田川の堤防が決壊し床上浸水247戸、床下浸水1,730戸の被害があり、1983年（昭和58年）6月21日には梅雨の集中豪雨によって加世田川が氾濫し床上浸水692戸、床下浸水1,635戸の被害があった。このため河川激甚災害対策特別緊急事業として48億6千万円の費用をかけ万之瀬川の拡幅と加世田川の流路変更が行われた。

## 利水施設

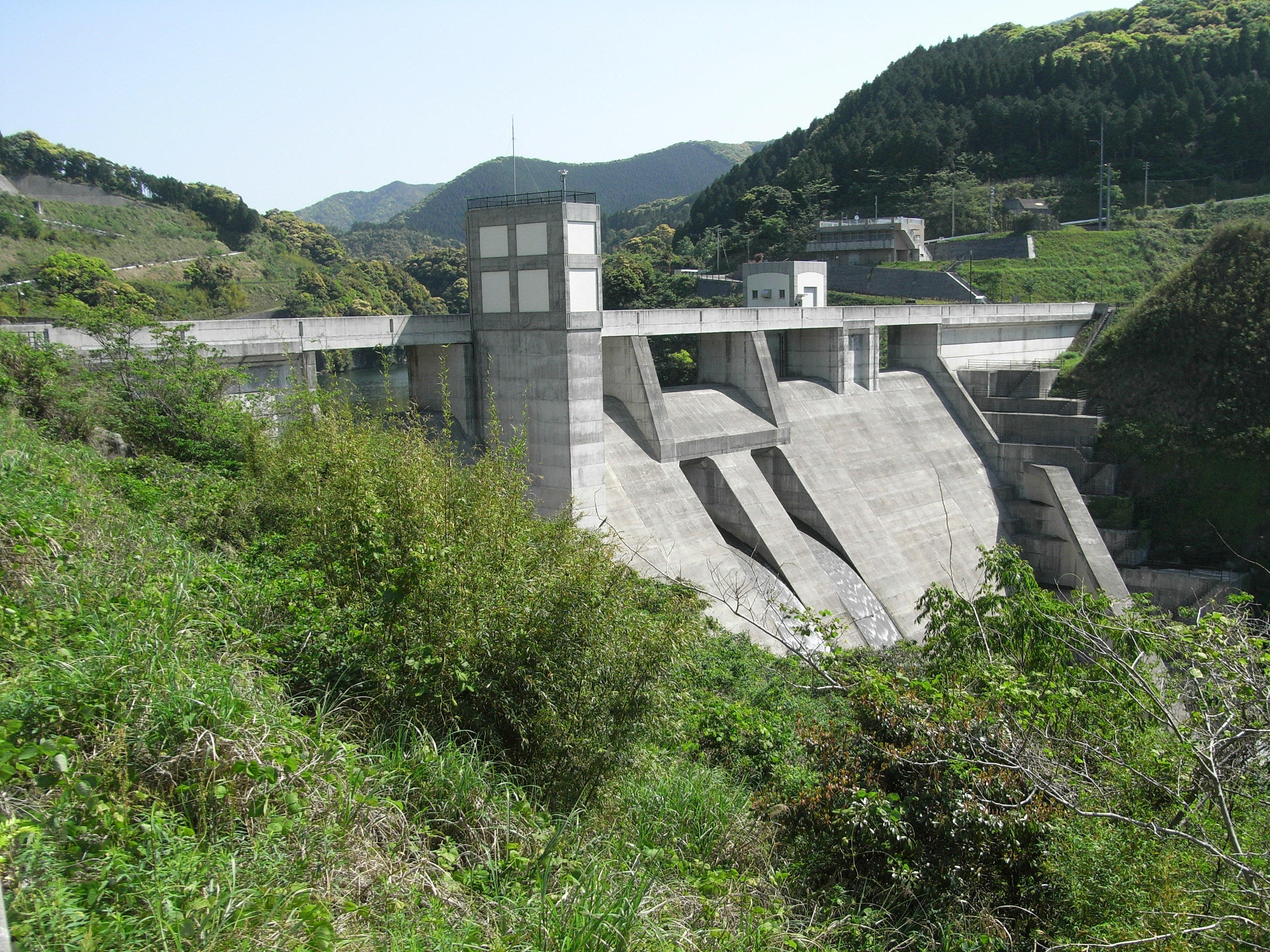
川辺ダム

万之瀬川水系には1727年（享保12年）に建設された長さ16キロメートルで30か所以上のトンネルを貫流する阿多新田疏水（万之瀬川）をはじめとして、1768年（明和5年）に建設されたといわれる長さ5キロメートルの加世田用水溝（加世田川）など多数の用水路があり、1964年頃における灌漑面積の合計は3,632ヘクタールに及んだ。2004年（平成16年）には長谷川上流に金峰ダムが完成し、金峰地区県営かんがい排水事業を通じて農家2,142戸958 ヘクタールの水田・畑に水を送っている。
鹿児島市では、高度経済成長の終了後も人口の集中が続いて渇水に見舞われたことから、市域外からの導水が計画され、万之瀬川から取水することになった。本事業の施行者となった鹿児島開発事業団（現在は解散）によって万之瀬川下流部の南さつま市に設置した万之瀬取水場から11.3 kmの導水管と9.5 kmの導水トンネルの合わせて20.8 kmの導水路が建設され、導水管と導水トンネルを通じて鹿児島市に設置された平川浄水場に送水している。1982年（昭和57年）12月に着工し1989年（平成元年）7月1日から運転を開始した。さらに、2003年（平成15年）には鹿児島県と鹿児島市の共同事業により万之瀬川上流に多目的ダムの川辺ダムが完成し、水道水と工業用水を鹿児島市へ送水している。これらの水の安定供給を図るために、財団法人万之瀬川水源基金が設立され、流域の森林整備事業を行う自治体に対して補助を行っている。
万之瀬川水系の水を利用する水力発電所として河添発電所、轟発電所、麓川発電所、太田発電所が建設された。河添発電所と轟発電所は1959年（昭和34年）に万之瀬発電所へ統合された。

## 歴史
万之瀬川の河口付近は古くから良好な自然の港として利用されてきた。1996年（平成8年）夏に日置郡金峰町（現南さつま市）宮崎において発掘調査が行われ、11世紀後半から15世紀前期までの多くの陶磁器が発見されている。中国産のものと国産のものが両方見つかっており、中国からの輸入拠点であると同時に国産陶磁器の流通拠点としても用いられていたことが分かっている。南さつま市においては唐仁原（とうじんばら）の地名が残っており、中国商人の拠点があったのではないかと想定されている。こうした港としての繁栄は、1913年（大正2年）に南薩線が開通して以降は衰退した。